# Gunnar Lönnqvist
Arthur Gunnar Lönnqvist (4. ledna 1891 Helsinky – 26. prosince 1978 Helsinky) byl finský fotograf a obchodník.

## Životopis
Lönnqvist začal svou kariéru jako ateliérový fotograf, ale brzy se přeorientoval na amatérskou fotografii. Fotografoval své domovské město Helsinky a okolní krajinu a lidi.REF13 Lönnqvist fotografoval i v dalších finských městech a při svých cestách po Evropě.REF1 Známý je především z fotografií pořízených během bitvy o Helsinky ve finské občanské válce v dubnu 1918. Lönnqvist získal několik fotografických cen ve Finsku i v zahraničí.
Lönnqvist se amatérské fotografii věnoval již jako mladý muž. Po ukončení školy začal v roce 1904 pracovat v obchodě fotografa Daniela Nyblina Suomen Valokuvaustarvikekauppa (ve švédštině Ab Finska Fotografiska Magasinet).
Lönnqvist začal pracovat jako kancelářský úředník, opisovač a fotografický asistent a působil také jako vedoucí fotografické laboratoře. V roce 1915 se oženil s Idou Järvenpää (1893–1970). Spolu měli 6 dětí. V roce 1919 se Lönnqvist stal prokuristou u společnosti Suomen Valokuvaustarvikekauppa a později ve 20. letech se stal jejím generálním ředitelem. V roce 1933 Lönnqvist založil společnost Oy Valovarjo Ab a byl zaměstnán jako výkonný ředitel až do věku 75 let. Společnost se stala hlavní agenturou pro produkty Kodak ve Finsku.
Od roku 1909 byl Lönnqvist aktivně zapojen do fotografického klubu Amatörfotografklubben. Bylo mu uděleno čestné členství klubu.

## Galerie

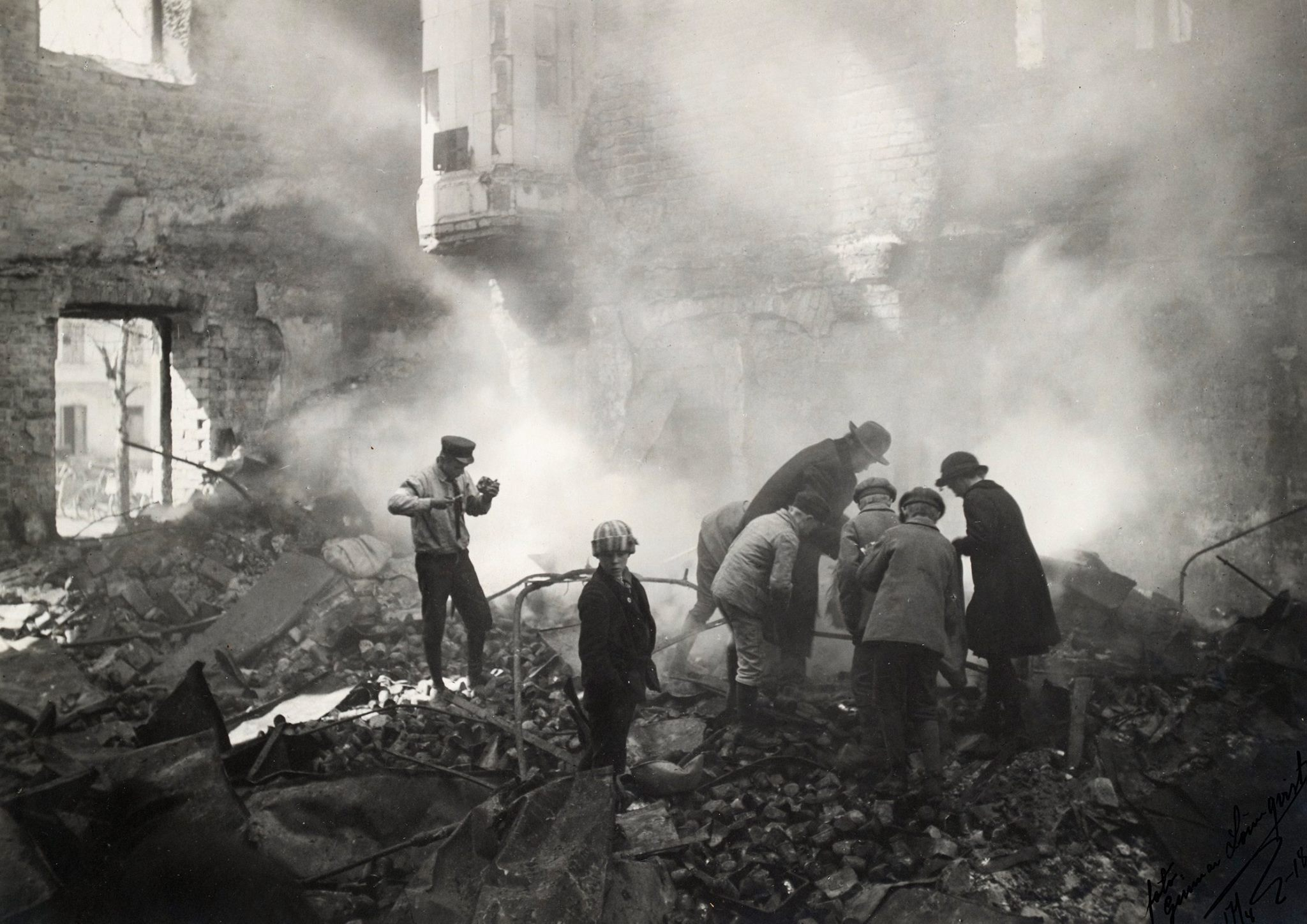
Na troskách kasáren Turku v Helsinkách, 17. dubna 1918
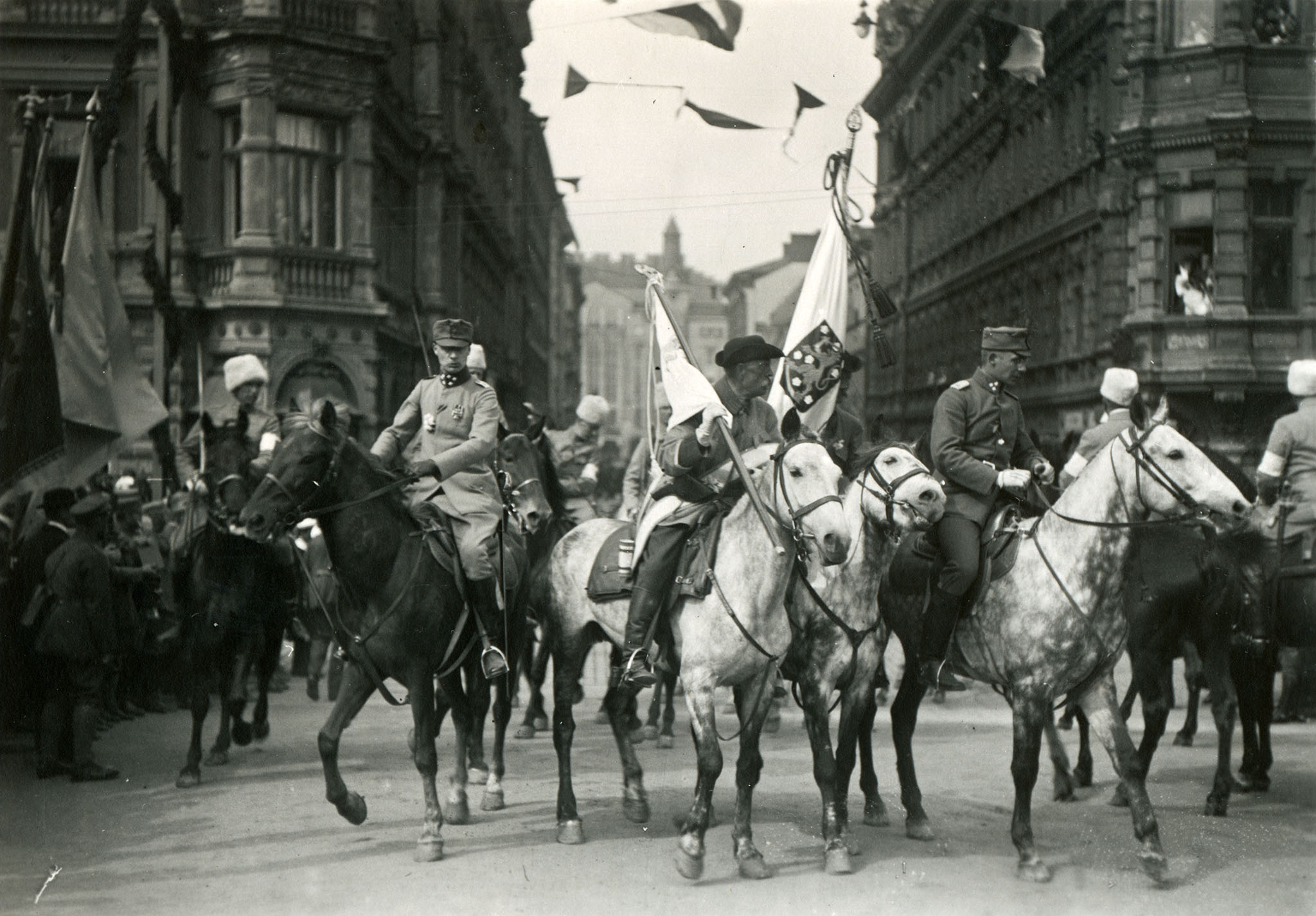
Bílý generální štáb na přehlídce v Esplanadi v Helsinkách, 16. května 1918
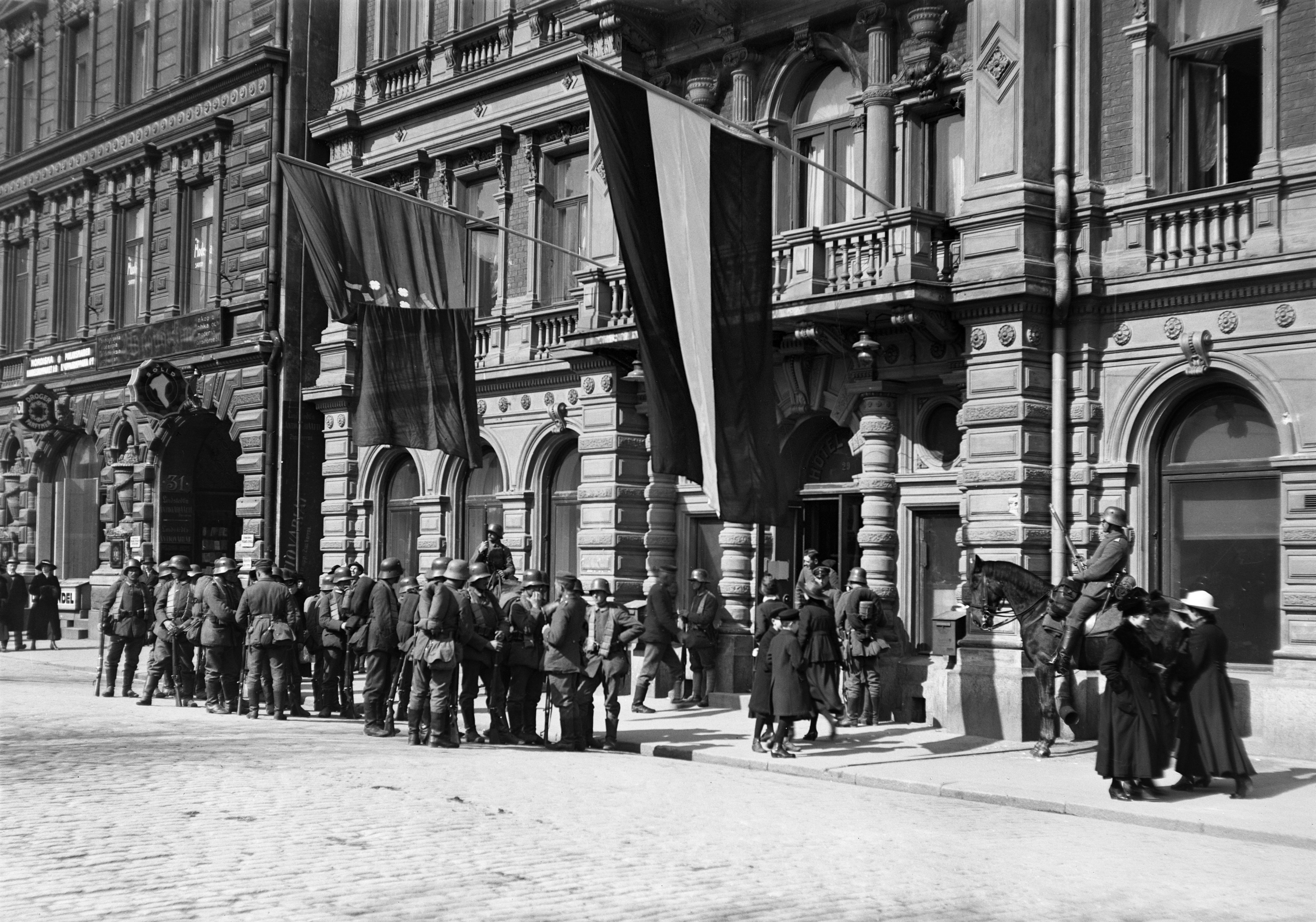
Velitelství německé divize Baltského moře v hotelu Kämp, Helsinky, 1918
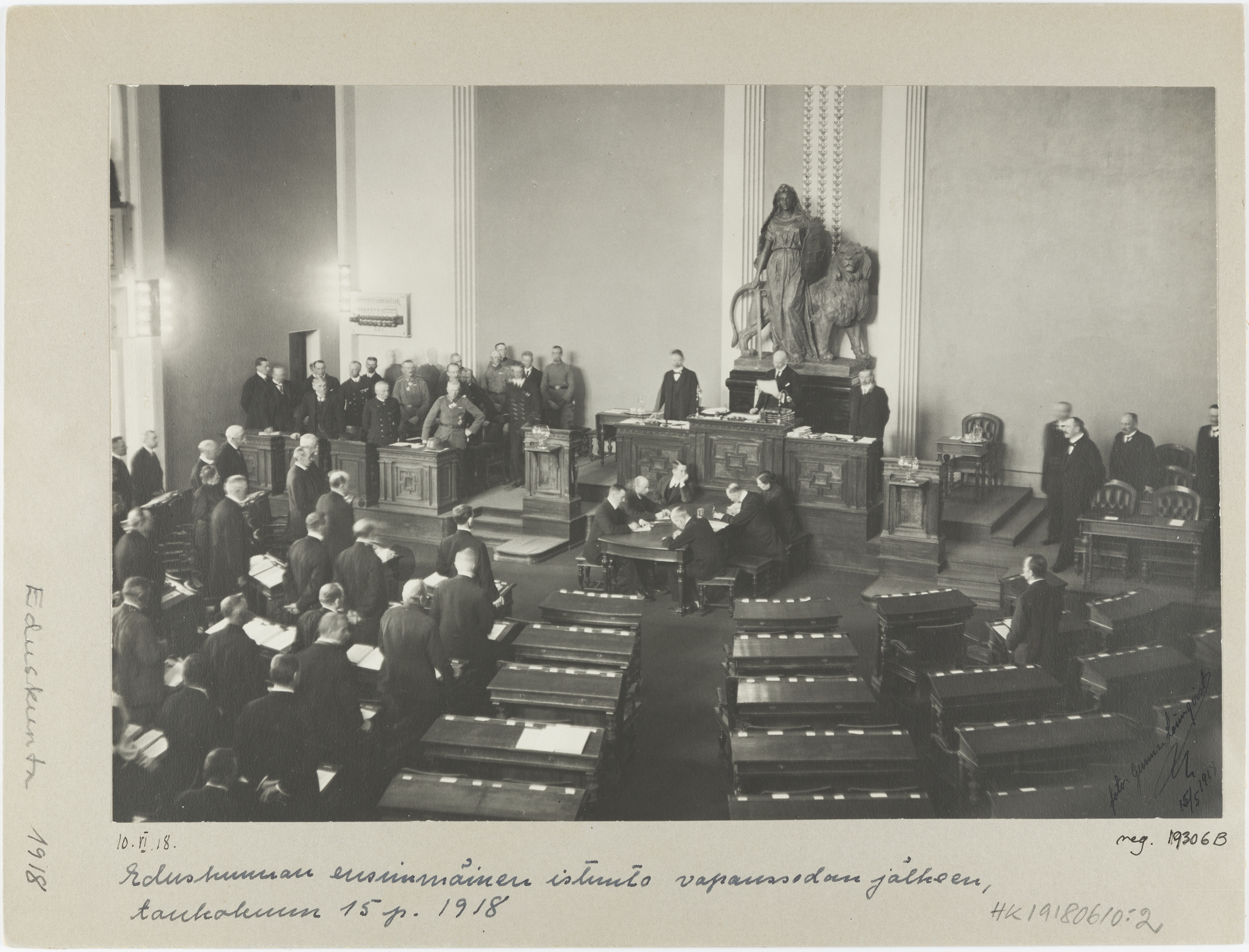
Finský parlament v Helsinkách během svého prvního zasedání od občanské války. Důstojníci německé armády (vč. Rüdiger von der Goltz) stojící v levém rohu, P.E. Svinhufvud třetí zprava a jeden sociální demokrat (Matti Paasivuori) napravo zastupující samotné finské socialisty. Někteří z dalších 33 sociálních demokratů uprchli do Ruska, ale některým vstup povolen nebyl. 1918
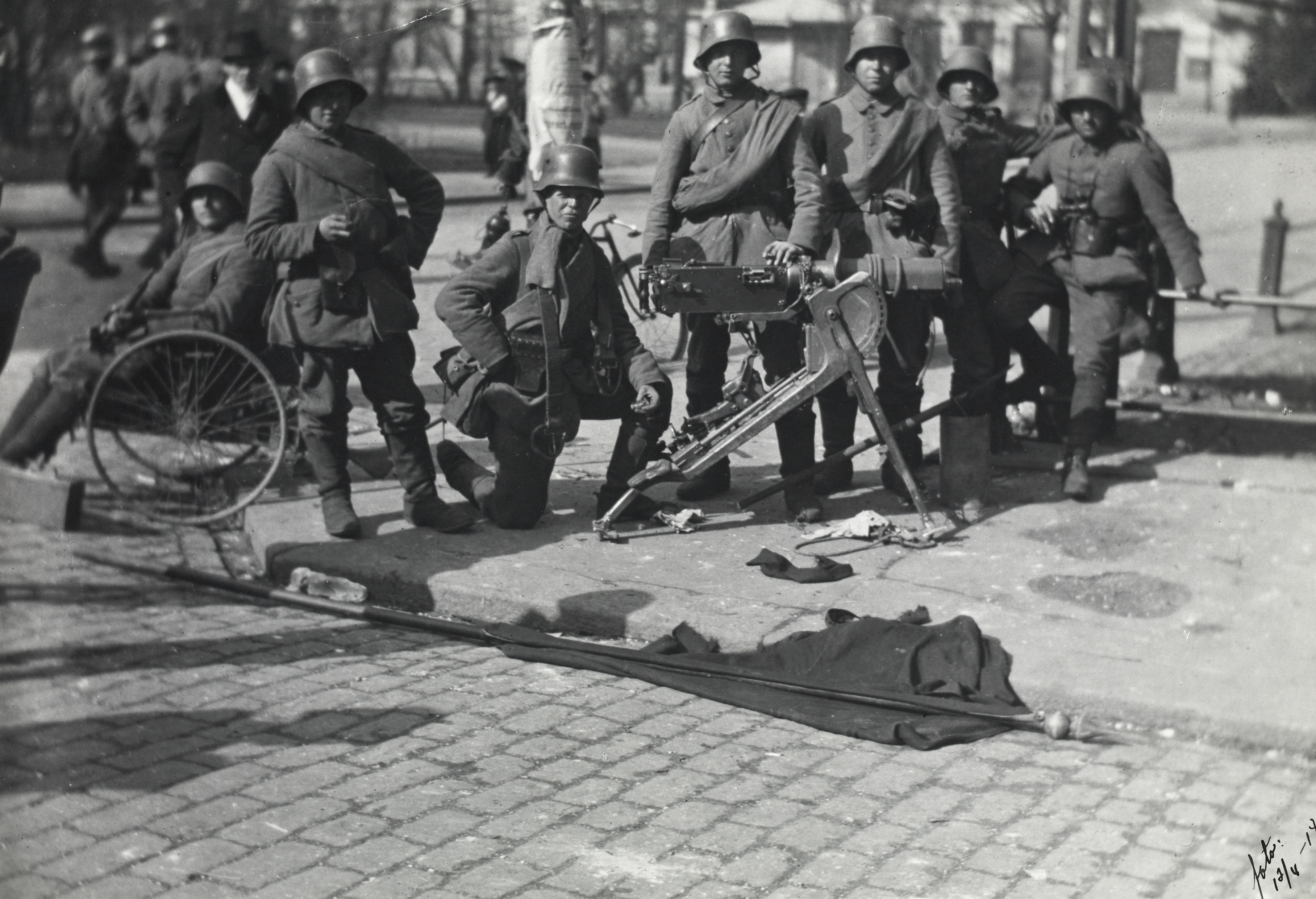
Němečtí vojáci na Esplanadi v Helsinkách s kulometem po kapitulaci Smolna, velitelství Rudých, 1918
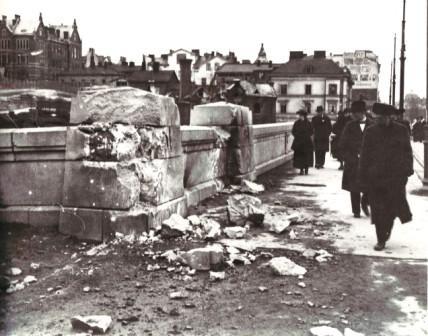
Most Pitkäsilta v Helsinkách po válečných bitvách, 1918
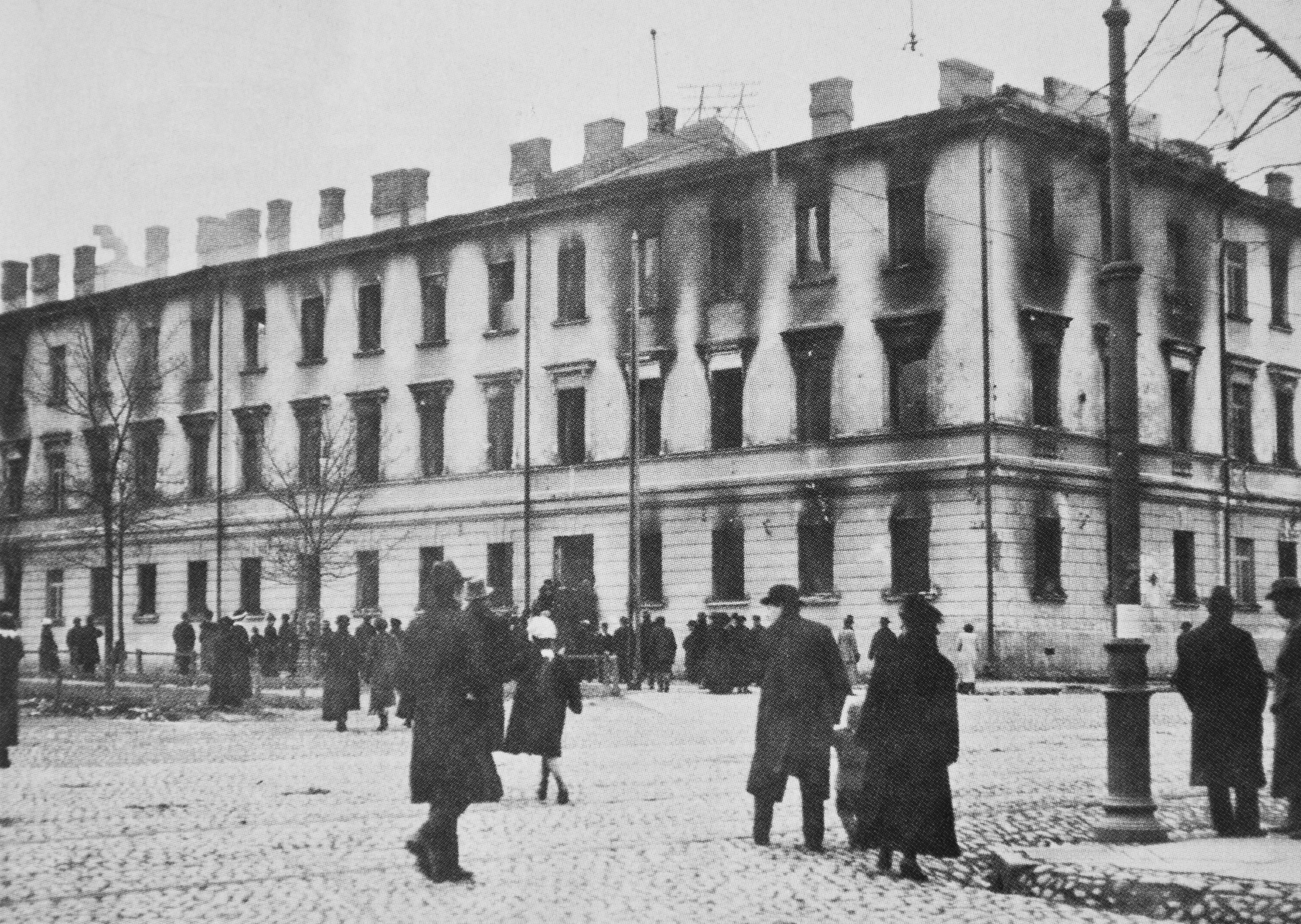
Kasárna Turku po požáru, Helsinky, 1918
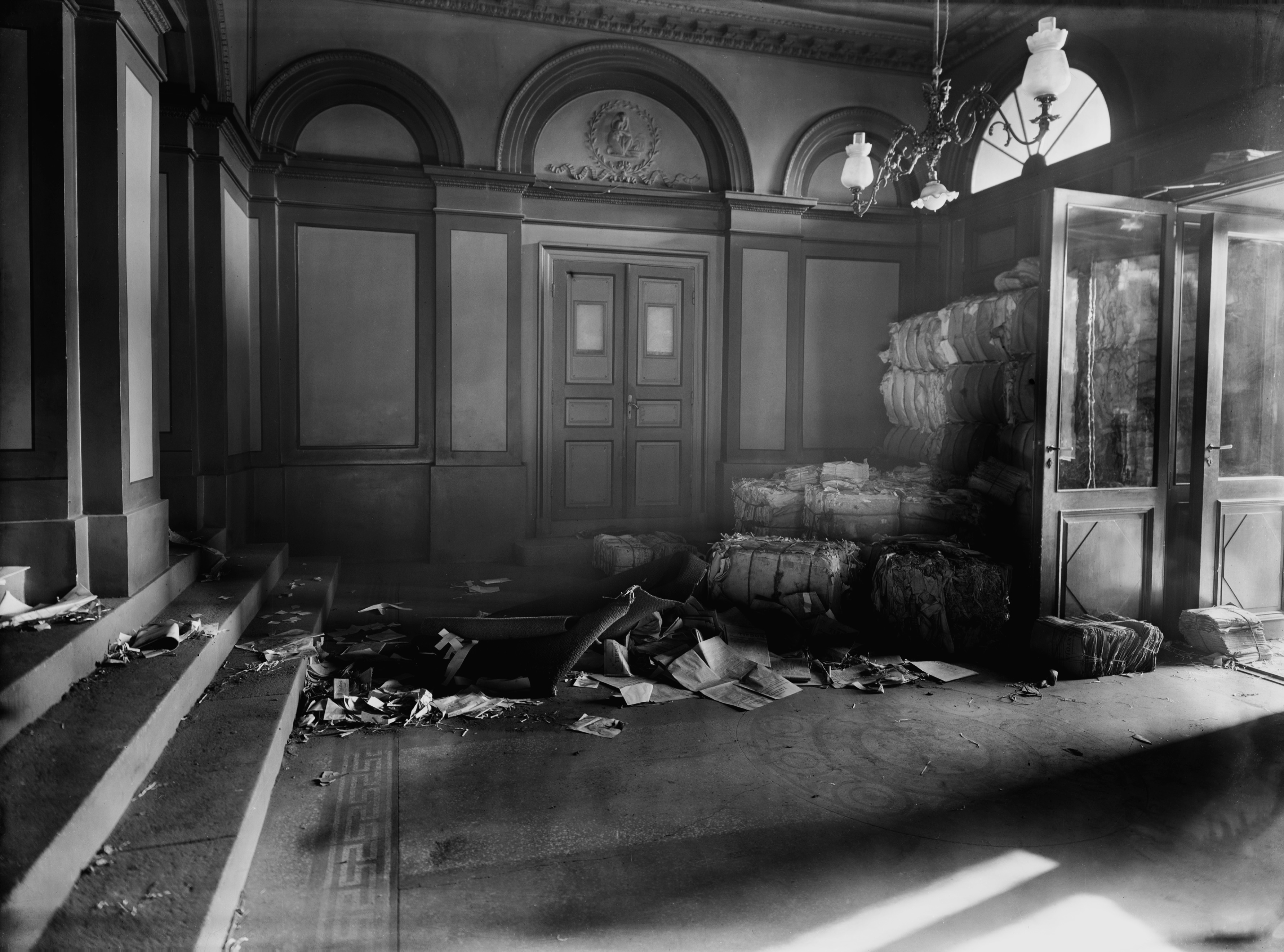
Zabarikádovaný finský vládní palác během nebo po bitvě o Helsinky, 1918
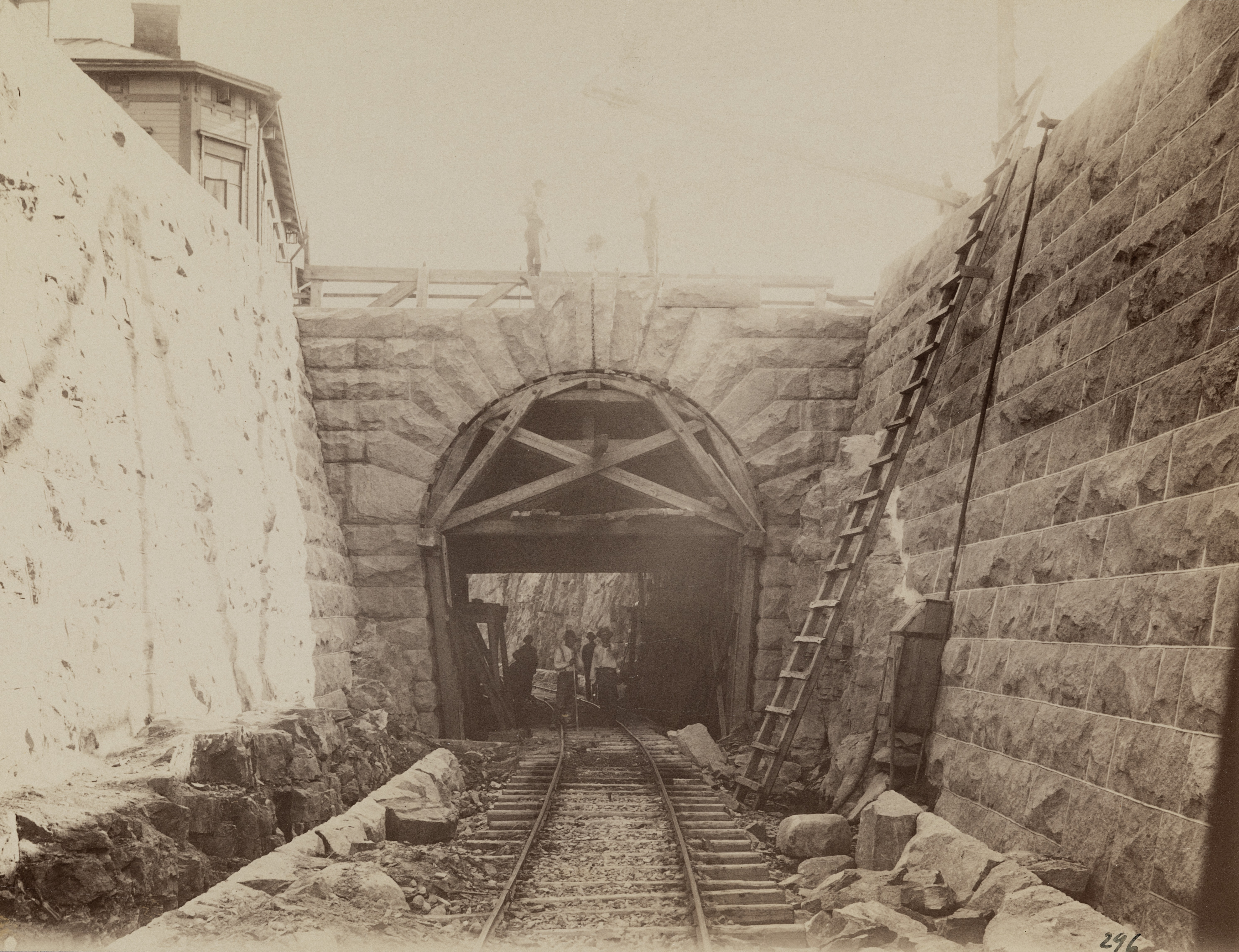
Výstavba helsinské přístavní železnice, 1890–1893
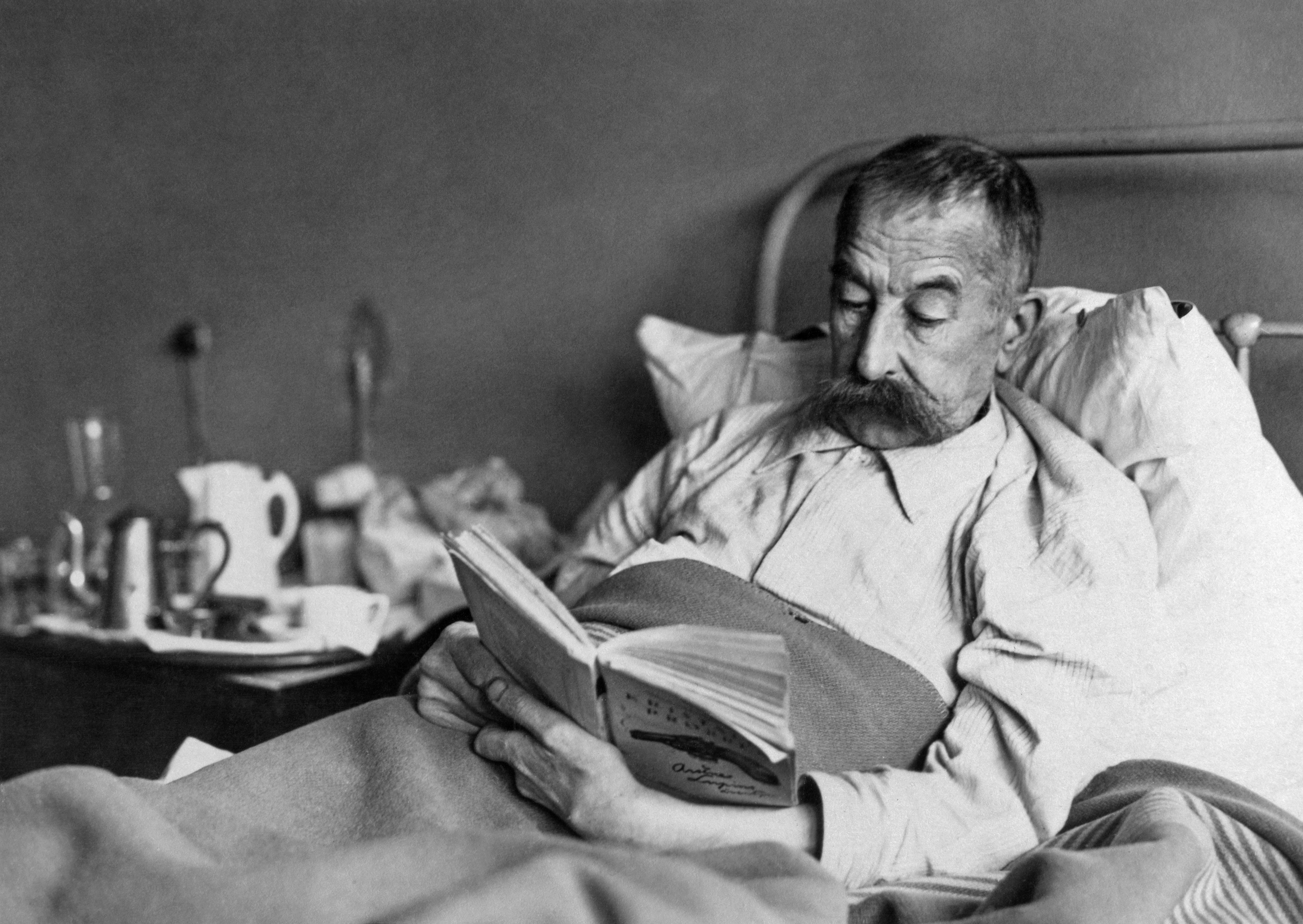
Rusko-finský plukovník a fotograf Ivan Timiriasev (1860–1927), 1927
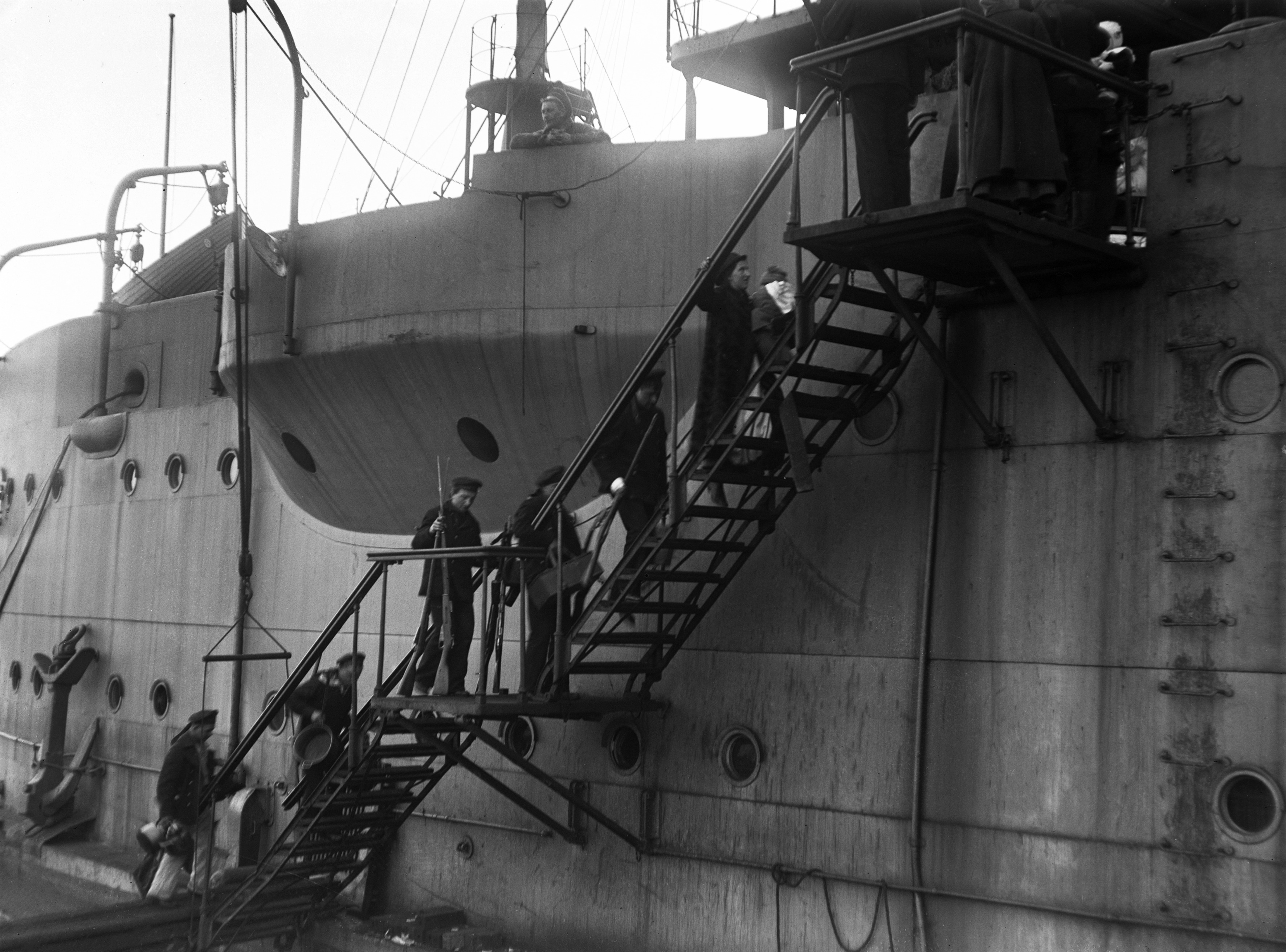
Ruská bitevní loď Imperator Pavel I opouští Helsinky, 1918
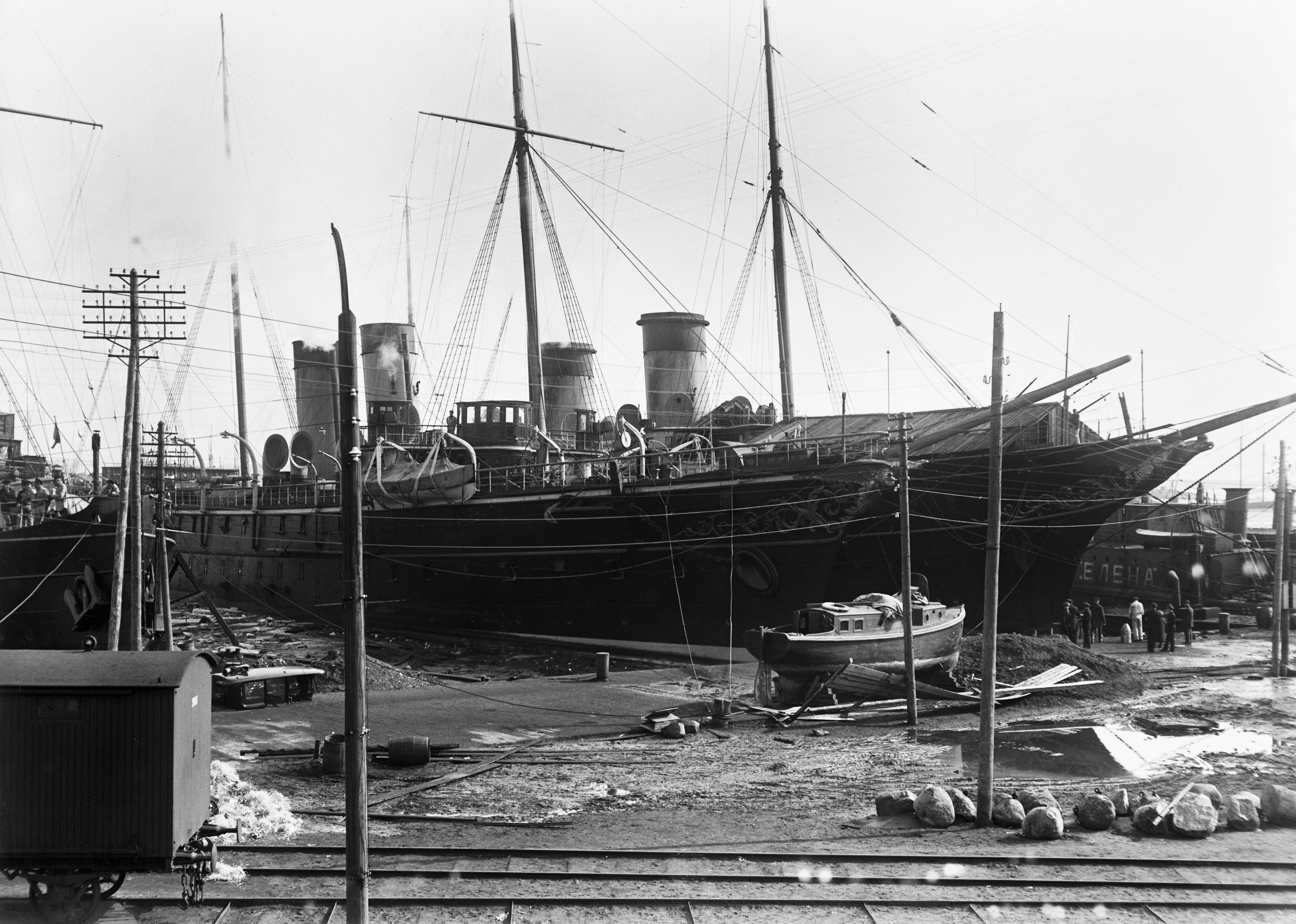
Bývalé císařské jachty Polarnaja Zvezda a Standart zajaté komunistickými revolucionáři ve finských Helsinkách, 1918